# Distretto metropolitano di Accra
Il distretto metropolitano di Accra (ufficialmente Accra Metropolitan Assembly, in inglese) è un distretto della regione della Grande Accra del Ghana.